# Skákavka stromová
Skákavka stromová (Salticus cingulatus) je druh pavouka z čeledi skákavkovití (Salticidae) a rodu Salticus. Druh popsal Georg Wolfgang Franz Panzer roku 1797. Druh se vyskytuje v západní a střední Evropě včetně Česka. Obývá výšky od 0 do 673 m n. m. Lze jej najít především na kůře stromů. Samci měří 3,4 až 6,0 mm, samice 5,2 - 5,5 mm. Zbarvení je černé, s bílými skvrnami.